# Thinking Out Loud
Thinking Out Loud – utwór brytyjskiego piosenkarza Eda Sheerana napisany przez samego artystę we współpracy z Amy Wadge, wydany jako trzeci singiel promujący drugi album studyjny Sheerana zatytułowany X.
Utwór dotarł na pierwsze miejsce list przebojów w Australii, Danii, Wielkiej Brytanii, Szkocji, Nowej Zelandii, Holandii, Irlandii, Portugalii, Republice Południowej Afryki oraz w notowaniu najczęściej granych utworów w Europie – Euro Digital Songs.

## Historia utworu

### Nagrywanie

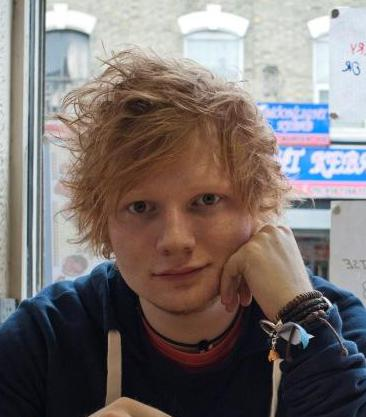
Ed Sheeran, wykonawca i współautor singla (2011)

Utwór został napisany na przełomie 2013 i 2014 roku przez Sheerana i Amy Wadge. Autorzy opisują go jako „romantyczną balladę” oraz „piosenkę do pójścia do ołtarza [podczas ślubu]”. Utwór powstał jako jedna z ostatnich piosenek, które znalazły się na płycie X. Jest to zarazem ulubiony numer samego Sheerana, który napisał go z myślą o swojej ówczesnej dziewczynie po zakończeniu sesji nagraniowej z Rubinem. Piosenkarz opisywał kompozycję jako „jedyny radosny utwór z płyty”, który napisał w swojej kuchni.

### Teledysk
Oficjalny teledysk do „Thinking Out Loud” ukazał się 7 października 2014 roku, gościnnie wystąpiła w nim Brittany Cherry, uczestniczka dziesiątej edycji programu So You Think You Can Dance?.

### Przyjęcie przez krytykę
Utwór zebrał głównie pozytywne opinie wśród krytyków i recenzentów muzycznych. Brian Mansfield z dziennika USA Today opisał „Thinking Out Loud” jako „pełen uczucia folk-popowy [utwór]”. Autor recenzji płyty na blogu Zatopiony w ciszy uznał utwór za „piękną, popową piosenkę”.

### Wykonania na żywo
Sheeran zaśpiewał piosenkę na żywo po raz pierwszy 26 października 2014 roku podczas trzeciego odcinka jedenastej edycji brytyjskiej wersji formatu The X Factor. 9 listopada piosenkarz zaprezentował utwór podczas gali wręczenia nagród MTV Europe Music Awards. 9 grudnia wykonał singiel podczas pokazu najnowszej linii bielizny marki Victoria’s Secret, natomiast 16 grudnia – podczas finałowego odcinka siódmego sezonu amerykańskiej wersji formatu The Voice. Cztery dni później zaśpiewał podczas świątecznego odcinka talk-show The Jonathan Ross Show.

### Sukces komercyjny
Utwór został wydany jako trzeci singiel promujący album studyjny Sheerana zatytułowany X. Piosenka dotarła do pierwszego miejsca list przebojów Australii, Danii, Szkocji, Nowej Zelandii, Holandii, Irlandii, Portugalii, Republice Południowej Afryki oraz w notowaniu najczęściej granych utworów w Europie. Numer dotarł także na szczyt notowania w Wielkiej Brytanii po dziewiętnastu tygodniach na liście, ustanawiając tym samym rekord najdłuższego okresu między pojawieniem się w zestawieniu a zajęciem w nim pierwszego miejsca.
W styczniu 2015 utwór otrzymał nominację do Nagród Brytyjskiego Rynku Fonograficznego (Brit) w kategoriach Brytyjski singiel roku i Teledysk roku brytyjskiego wykonawcy.

## Lista utworów
1. „Thinking Out Loud” – 4:41

## Notowania na listach przebojów
| Kraj              | Lista (2014-15)                | Najwyższe miejsce |
| ----------------- | ------------------------------ | ----------------- |
| Europa            | Euro Digital Songs             | 1                 |
| Australia         | Single Top 50                  | 1                 |
| Dania             | Single Top 40                  | 1                 |
| Irlandia          | Single Top 100                 | 1                 |
| Holandia          | Dutch Single Top 100           | 1                 |
| Nowa Zelandia     | Single Top 40                  | 1                 |
| Portugalia        | Album Top 30                   | 1                 |
| Szkocja           | Single Top 40                  | 1                 |
| RPA               | Singles Top 40                 | 1                 |
| Wielka Brytania   | Single Top 40                  | 1                 |
| Austria           | Singles Top 75                 | 2                 |
| Bułgaria          | Singles Top 5                  | 2                 |
| Chorwacja         | Single Top 100                 | 2                 |
| Kanada            | Hot 100 Singles                | 2                 |
| Hiszpania         | Single Top 50                  | 2                 |
| Szwecja           | Singles Top 60                 | 2                 |
| Stany Zjednoczone | Billboard Hot 100              | 2                 |
| Stany Zjednoczone | Billboard Adult Top 40         | 3                 |
| Stany Zjednoczone | Billboard Mainstream Top 40    | 8                 |
| Izrael            | Single Top 50                  | 3                 |
| Szwajcaria        | Single Top 75                  | 3                 |
| Norwegia          | Singles Top 20                 | 4                 |
| Francja           | Single Top 100                 | 5                 |
| Włochy            | Single Top 20                  | 5                 |
| Belgia            | Ultratop 50 Singles (Flandria) | 6                 |
| Belgia            | Ultratop 50 Singles (Walonia)  | 19                |
| Niemcy            | Single Top 10                  | 6                 |
| Finlandia         | Singles Top 20                 | 8                 |
| Polska            | Top 40 Singles                 | 13                |
| Luksemburg        | Single Top 20                  | 8                 |
| Brazylia          | Brasil Hot 100 Airplay         | 73                |

| Kraj            | Lista (2014)            | Miejsce |
| --------------- | ----------------------- | ------- |
| Wielka Brytania | Top 100 Singles of 2014 | 5       |
| Australia       | Top 100 Singles of 2014 | 7       |
| Włochy          | Singles Top 100         | 86      |
| Niemcy          | Top 100 Singles of 2014 | 100     |